# Erion Veliaj
Erion Veliaj, né le 17 décembre 1979 à Tirana, est un homme politique albanais membre du Parti socialiste d'Albanie (PSSh). Il est maire de Tirana depuis le 30 juillet 2015.
Longtemps considéré comme le dauphin du premier ministre Edi Rama, il est incarcéré pour corruption et blanchiment d’argent en 2025.

## Biographie

### Jeunesse et formation
Il est titulaire d'un baccalauréat universitaire en sciences politiques de l'université d'État de Grand Valley et d'une maîtrise en intégration européenne de l'université du Sussex.
En 2003, il fonde le mouvement Mjaft, qui entend représenter et porter les revendications jeunes Albanais. Il en abandonne la présidence en 2007 pour rejoindre l'Initiative de stabilité européenne, qui promeut l'élargissement de l'Union européenne (UE).

### Débuts et ascension en politique
Il adhère au PSSh en 2011 et devient secrétaire à la Jeunesse et à l'Émigration. En 2013, il se fait élire député de la préfecture de Gjirokastër à l'Assemblée d'Albanie.

### Ministre de la Jeunesse
À la suite des élections législatives du 23 juin 2013, remportées par le centre-gauche, il est nommé le 15 septembre suivant ministre de la Jeunesse et du Bien-être social dans le gouvernement du Premier ministre socialiste Edi Rama.

### Maire de Tirana
Il démissionne du gouvernement le 21 mai 2015 afin de se concentrer sur sa campagne électorale de l'élection municipale de Tirana. Il remporte le scrutin le 21 juin et prête serment le 30 juillet. Il succède à Lulzim Basha, titulaire de la fonction depuis 2011 et qui ne se représentait pas.